# صدایی به دنیای جدید
صدایی به دنیای جدید (انگلیسی: Voice to New World) اولین آلبوم چندآهنگه از گروه پسرانۀ اهل کره جنوبی ویکتون است. آلبوم در ۹ نوامبر ۲۰۱۶ توسط آی‌اس‌تی منتشر شد.